# Sant Martí del Clot
|  | Per a altres significats, vegeu «església de Sant Martí del Clot». |

Sant Martí del Clot o el Clot és un nucli de població pertanyent al municipi de la Vall de Bianya (Garrotxa), conegut també com a Sant Martí de Tornadissa o Tornadissa. Es troba als vessants meridionals de la Serra de Malforat, damunt la riba esquerra de la vall de Sant Ponç d'Aulina i té 37 habitants (cens de l'any 2009).
El poble és centrat per l'església parroquial de Sant Martí del Clot. L'edifici es va construir al segle xii, però arran dels terratrèmols que van assolar la comarca al segle xv, el temple va ser profundament reformat. A més, al segle xviii s'hi van afegir capelles laterals i es va sobrealçar el temple. Actualment se'n conserva l'absis, la volta i el portal adovellat, on hi ha una inscripció referent als terratrèmols del segle xv.